# Slovenská okupace Oravy a Spiše
Slovenská okupace Oravy a Spiše bylo území okupované Slovenskou republikou (později Československou republikou) mezi léty 1939 až 1945.

## Vpád Slovenské armády na polské území
Slovenští vojáci překročili polské hranice v 5 hodin ráno. Slovenská armáda okupovala obce Javorina, Nowy Targ a Zakopane. Zde tvořili obranu pouze dva policisté, kteří se z města stáhli na bicyklech, když uviděli přicházející slovenskou armádu. Další území neúspěšně bránila skupina armád Karpaty. Do konce září 1939 byly všechny slovenské jednotky z Polska staženy. Po dohodě předal Hitler polskou Oravu i Spiš do správy Slovenské republiky (nabízel i Zakopane, což však Tiso odmítl).
Slovenská armáda na polské území vpadla jako spojenec Německé říše. Při vpádu utrpělo Slovensko jenom minimální ztráty, protože polská armáda "Karpaty" byla ze všech nejslabší. Karpatská armáda totiž měla pouze 20 pěších praporů, minimum děl  a minimum letounů. Na místech obývaných Ukrajinci a Rusíny byli Slováci vítáni jako osvoboditelé od polského útlaku.